# General Electric GEnx
Das General Electric GEnx (General Electric next-generation) ist ein Mantelstromtriebwerk, das von General Electric zunächst nur im Auftrag von Boeing für die 787, dann auch für die ursprünglichen Versionen des Airbus A350 entwickelt wurde, Airbus brach deren Entwicklung jedoch ab. Inzwischen hat Boeing das GEnx als exklusiven Antrieb für die 747-8 ausgewählt. Das GEnx soll die General-Electric-CF6-Reihe ersetzen.

## Beschreibung

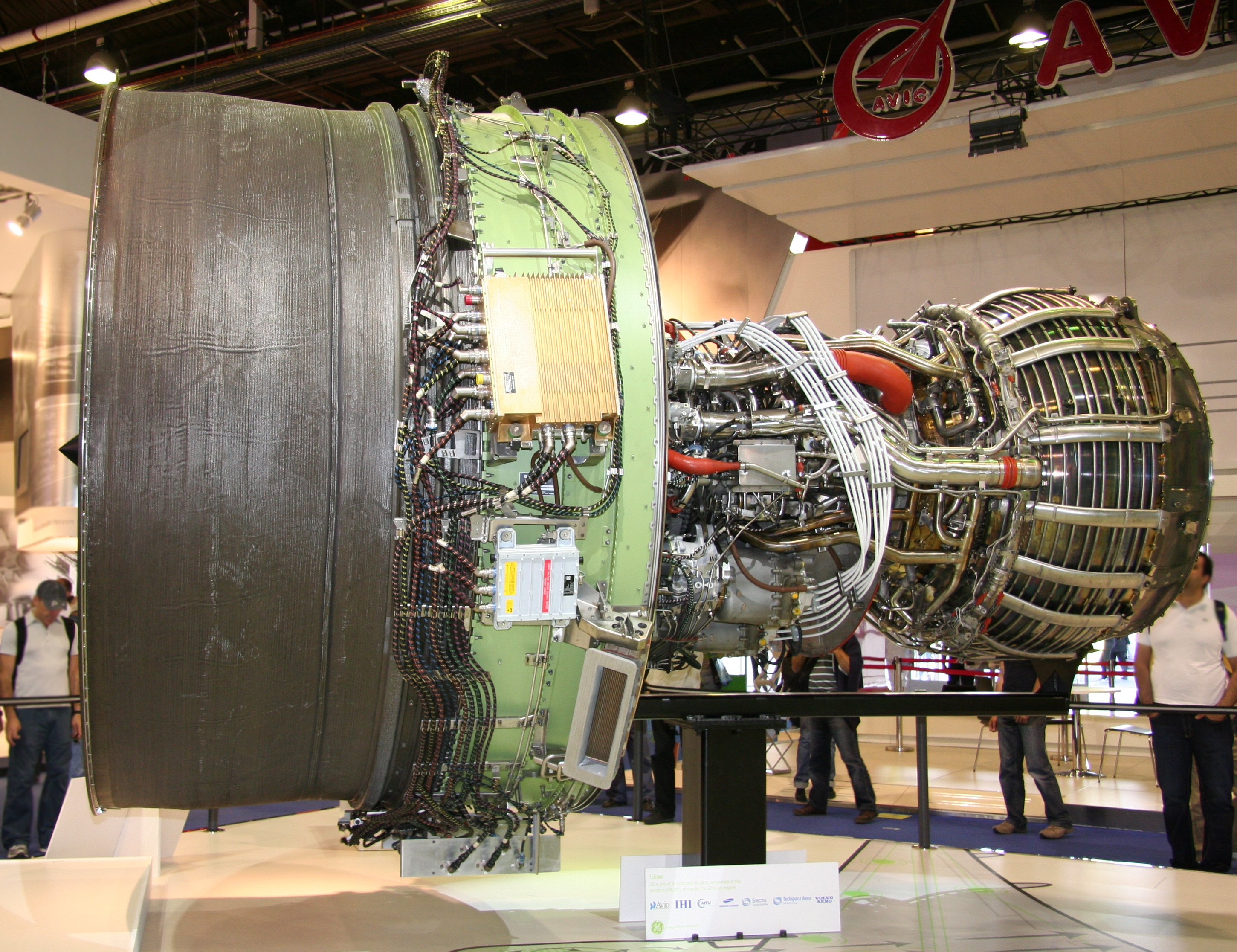
General Electric GEnx auf der Paris Air Show 2009

Das GEnx nutzt einige bewährte Technologien des General Electric GE90, wie beispielsweise Verbundwerkstoffe. Es wurde ursprünglich für die Boeing 787 entwickelt und konkurriert bei dieser mit dem Rolls Royce Trent 1000. Erstmals in der kommerziellen Luftfahrt werden die beiden verschiedenen Triebwerkstypen der beiden Hersteller bei der Boeing 787 jederzeit auswechselbar sein, um diese durch einen Triebwerkswechsel in eine Flotte integrieren zu können, die den jeweils anderen Triebwerkstyp nutzt.
Auch werden erstmals bei beiden Triebwerken keine Zapfluft-Systeme mehr verwendet, um beispielsweise die Klimaanlage zu versorgen. Daher werden diese Triebwerke nicht mehr mit Druckluft gestartet, sondern durch jeweils zwei Starter/Generatoren mit je 250 kVA Leistung.
Die Versionen des GEnx für die Boeing 787 entwickeln 236–334 kN Schub, verbrauchen weniger Treibstoff und sind deutlich leiser als die bisher dort eingesetzten.
Außerdem wurde von Boeing eine Variante des GEnx mit 298 kN Schubkraft als exklusiver Antrieb für die beiden Versionen der 747-8 bestimmt. Diese gibt für die zapfluftbasierten Systeme der 747 jedoch Zapfluft ab.
Ob eine GEnx-Version mit Zapfluftabgabe an der Airbus A350 XWB Verwendung finden wird, ist bisher unklar. Obwohl GE für den ursprünglichen A350 Hauptlieferant war, besteht noch kein Vertrag über Lieferungen für einige oder alle Varianten des XWB.
Am 19. März 2006 erzeugte eine Bleedless-Variante des GEnx im ersten Testlauf des Triebwerktyps 378 kN Schub.
Am 22. Februar 2007 erfolgte der etwa dreistündige Erstflug am fliegenden Prüfstand (einer 747) von GE.
Die etwa 40 im Block-4-Stand des GEnx-1B gebauten Triebwerke erreichten bis Mitte 2011 nicht die geforderten Werte beim Treibstoffverbrauch. Mit einem Performance Improvement Package 1 (PIP-1), bei dem die Anzahl der Schaufeln in mehreren Stufen erhöht wird, sollte dieser um 1,4 % verbessert werden und damit nur noch etwa 1 % über den Vorgaben liegen. Die Triebwerke mit PIP-1 erhielten im August 2011 ihre Zulassung.
Langfristig sollte durch ein PIP-2 der Treibstoffverbrauch auf die vorgegebenen Werte gesenkt und gleichzeitig der Schub des Triebwerkes erhöht werden. Dies sollte durch eine zusätzliche Stufe im Niederdruckverdichter und in der Niederdruckturbine, durch größere Fanschaufeln sowie weitere Änderungen am Triebwerk erfolgen. Die Modifikationen wurden erstmals im Dezember 2010 getestet und gehören seit 2013 zum Produktionsstandard bei den jeweiligen Triebwerken.
Vor diesem Zeitraum gebaute Triebwerke sollten bei der nächsten planmäßigen Wartung umgerüstet werden, so sollten bis 2020 alle Modifikationen abgeschlossen sein.

## Technologien
Das GEnx wurde vom GE90 abgeleitet, nutzt aber einige gewichtssparende Innovationen:
- Fertigung der Fanschaufeln aus Verbundwerkstoffen, mit Vorderkanten aus Titan
- Fertigung des Triebwerksgehäuses aus Verbundwerkstoffen

Den Treibstoffverbrauch sollen folgende Technologien senken:
- ein Nebenstrom-Verhältnis von 9,5:1. Dies reduziert auch die Lärmemissionen
- ein auf dem GE90-94B basierender Hochdruck-Verdichter mit einem Verdichtungsverhältnis von 23:1
- gegenläufige Wellensysteme N1 (Low Pressure) und N2 (High Pressure)
- Brennkammer mit verbesserten internen Luftströmungen, die umweltschädliche Emissionen reduzieren
- Bei der Boeing 787: keine Zapfluftabnahme mehr für die Klimaanlage o. ä., nur noch für das Anti-Ice-System des Triebwerkseinlasses

Wartungskosten und Verschleiß sollen durch folgendes gesenkt werden:
- weniger Turbinenteile
- eine niedrigere interne Temperatur durch effizientere Kühlungstechniken
- ein leichteres Abnehmen des Fans inklusive seines Gehäuses vom Rest des Triebwerks

All diese Technologien sollen in einer Treibstoffersparnis von mindestens 15 Prozent gegenüber dem GE CF6-80C2B1F resultieren.
Eine Besonderheit ist die Drehrichtung des Fans. Im Gegensatz zu allen anderen GE-Triebwerken dreht die N1-Niederdruckwelle – somit auch der Fan – linksherum (in Flugrichtung gesehen). Wegen der Gegenläufigkeit der beiden Wellen hat demzufolge die N2-Hochdruckwelle bzw. das Kerntriebwerk die klassische Laufrichtung amerikanischer Großtriebwerke, nämlich in Flugrichtung gesehen rechtsherum. Der Fan des GEnx hat damit eine Drehrichtung, wie sie bisher nur bei Rolls-Royce-Großtriebwerken zu sehen war.
Chevrons an der Schubdüse und Triebwerksverkleidung sollen eine Reduktion der Lärmemission bewirken.

## Varianten

### Boeing 787
Triebwerksvarianten: GEnx-1B-54 (787-3), GEnx-1B-64 (787-8), GEnx-1B-70 (787-9)

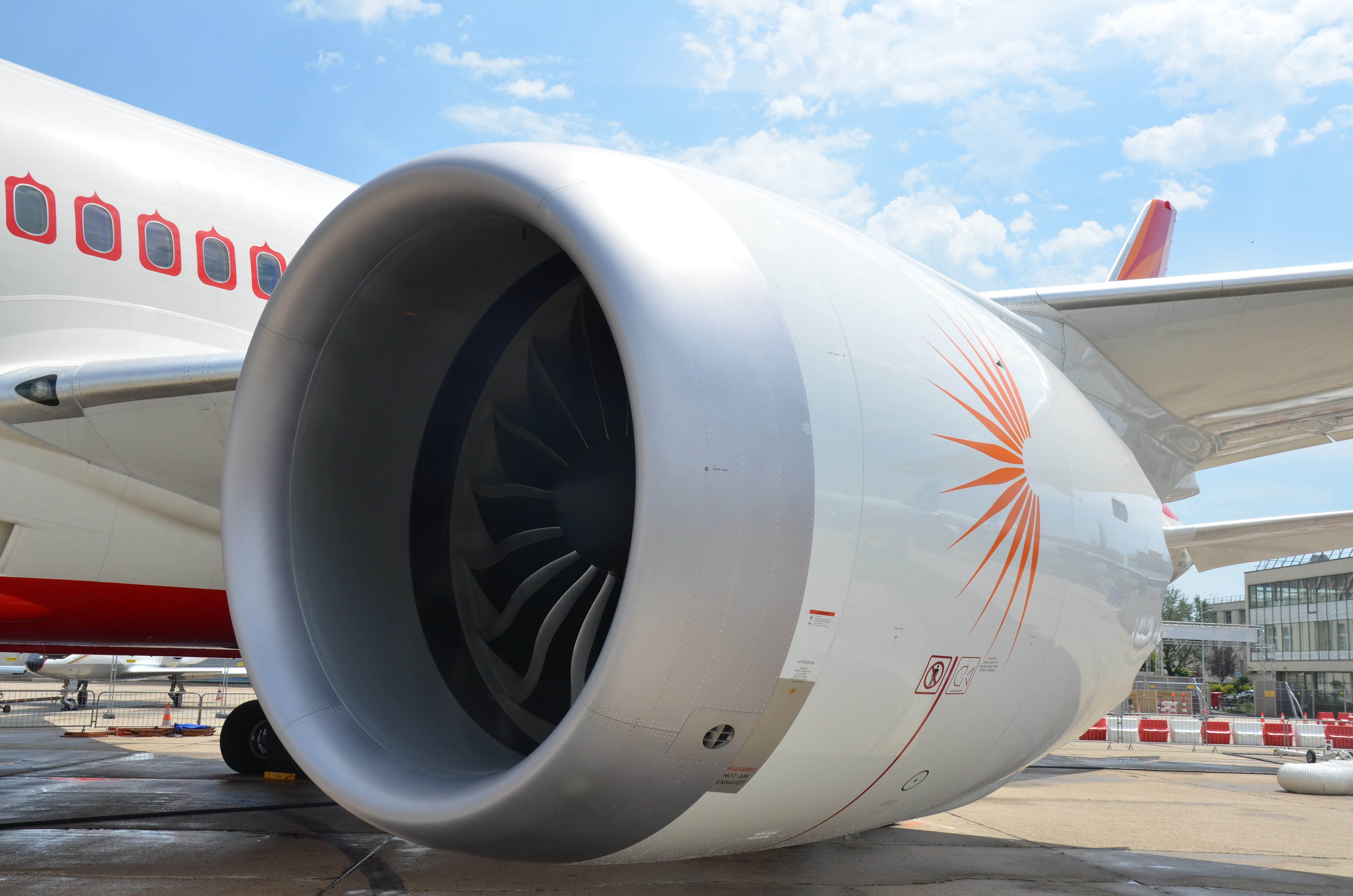
Das GEnx an einem Dreamliner der Air India

 Zunächst liefen Bestellungen für Boeing 787 mit GEnx-Triebwerken schleppend an, nachdem dann auch das bisherige General-Electric-Monopol auf dem japanischen Markt mit der Bestellung von Rolls-Royce-Triebwerken über eine Milliarde US-Dollar für All Nippon Airways’ Boeing-787-Modelle gefallen war, sah es zunächst schlecht für GE aus, da ANA auch eine Trendsetter-Rolle zukam. Mittlerweile führt GE jedoch wieder mit 52 Prozent der Bestellungen für 787-Modelle mit GE-Triebwerken (Stand: September 2007).
Das GEnx-1B erhielt seine Zulassung von der US-Luftfahrtbehörde im März 2008.

### Boeing 747-8
Triebwerksvariante: GEnx-2B-67

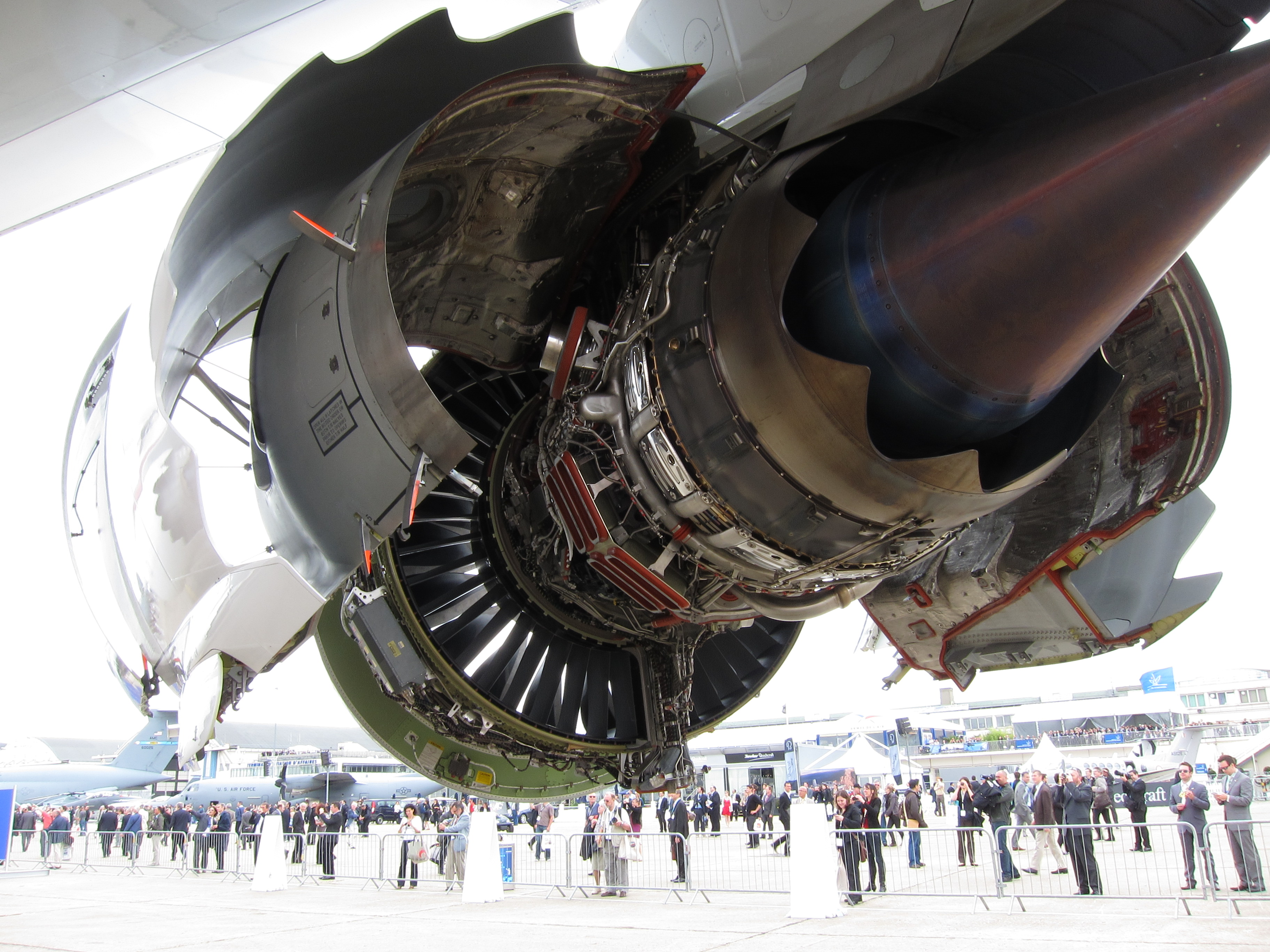
Ein GEnx mit geöffneter Verkleidung am Boeing 747-8I Prototypen. Schubdüse und Triebwerksverkleidung haben die zackenförmigen Chevrons.

Die Boeing 747-8 ist sowohl in der Fracht- als auch der Passagier-Ausführung ausschließlich mit GEnx-Triebwerken verfügbar. Für diese Variante wurde der Fandurchmesser des GEnx von 2,82 m auf 2,67 m reduziert. Das Nebenstromverhältnis ist 8,6:1 (bei den anderen Varianten je nach Schub 9,1 bis 9,6:1). Die Zulassung des Triebwerkes erfolgte im August 2010. GE erreichte bei Auslieferung nicht die versprochenen Verbrauchsdaten, weshalb der Hersteller ein erstes Performance Improvement Package (PIP) entwickelte, welches den Kerosinverbrauch um 1,6 % reduzierte.

### Airbus A350
Triebwerksvariante: GEnx 72A
GE profitierte zunächst davon, zum Hauptlieferanten für die A350-Reihe ernannt zu werden und errang so die Triebwerksbestellungen für 105 Stück A350 (bis zum 17. Juni 2005).
Am 17. Juli 2006 kündigte Airbus jedoch die völlig überarbeitete Version A350 XWB an, diesmal mit Rolls Royce als Hauptlieferant für alle drei Versionen. Über die Ausstattung mit Triebwerken von GE verhandelt Airbus noch mit General Electric. Jedoch soll das GEnx laut General Electric für den Airbus A350-800 und eventuell auch für den Airbus A350-900 verfügbar sein.
Der A350-1000 wird aber nach den Angaben von General Electric nicht mit dem GEnx ausgestattet werden können, da GE in der Größe der A350-1000 einen Exklusivvertrag mit Boeing für die 777-300ER hat.

### Technische Daten
Die technischen Daten sehen wie folgt aus:
| Kenngröße                         | GEnx-1B-54 (787-3) | GEnx-1B-64 (787-8) | GEnx-1B-70 (787-9) | GEnx-2B-67 (747-8) |
| --------------------------------- | ------------------ | ------------------ | ------------------ | ------------------ |
| Schub:                            | 255,30 kN          | 298,00 kN          | 321,60 kN          | 299,80 kN          |
| Länge:                            | 4,950 m            | 4,950 m            | 4,950 m            | 4,464 m            |
| Fandurchmesser:                   | 2,822 m            | 2,822 m            | 2,822 m            | 2,667 m            |
| Gewicht:                          | 6.126 kg           | 6.126 kg           | 6.126 kg           | 5.540 kg           |
| Nebenstromverhältnis:             | 9,6:1              | 9,2:1              | 9,1:1              | 8,6:1              |
| Gesamtdruckverhältnis beim Start: | 36,1:1             | 41,4:1             | 44,3:1             | 43:1               |
| Stufen Fan:                       | 1                  | 1                  | 1                  | 1                  |
| Stufen Niederdruckverdichter:     | 4                  | 4                  | 4                  | 3                  |
| Stufen Hochdruckverdichter:       | 10                 | 10                 | 10                 | 10                 |
| Stufen Hochdruckturbine:          | 2                  | 2                  | 2                  | 2                  |
| Stufen Niederdruckturbine:        | 7                  | 7                  | 7                  | 6                  |